# المعهد العالي للدراسات القانونية والسياسية بالقيروان
المعهد العالي للدراسات القانونية والسياسية بالقيروان هو مؤسسة جامعية حكومية تونسية تابعة لجامعة القيروان ويقع في مدينة القيروان. تأسس المعهد سنة 2005.